# Cheng'an
Cheng'an är ett härad som lyder under Handans stad på prefekturnivå i Hebei-provinsen i norra Kina. Orten tillhörde tidigare Henan-provinsen.